# Timofiej Kuprij
Timofiej Fiodorowicz Kuprij (ros. Тимофей Федорович Куприй; ur. 20 kwietnia?/3 maja 1906 we wsi Wiesiołyh Podoł w obwodzie połtawskim, zm. 10 grudnia 1981 w Połtawie) – funkcjonariusz NKWD, podpułkownik MGB, jeden z wykonawców zbrodni katyńskiej.
Był Ukraińcem, do WKP(b) wstąpił w 1930, a do OGPU w 1931. W 1939 został komendantem oddziału administracyjno-gospodarczego Zarządu NKWD obwodu charkowskiego. W Charkowie jako starszy lejtnant NKWD brał udział w mordowaniu polskich jeńców z obozu w Starobielsku, w związku z czym rozkazem Ławrientija Berii z 26 X 1940 otrzymał nagrodę pieniężną. W 1954 mianowany podpułkownikiem bezpieczeństwa państwowego. Był odznaczony Orderem Czerwonej Gwiazdy i medalem.